# Bror Östman
Bror Östman (née le 10 octobre 1928 et mort le 23 avril 1992) est un ancien sauteur à ski suédois.

## Palmarès

### Jeux Olympiques
| Épreuve / Édition | Oslo 1952 | Cortina d'Ampezzo 1956 |
| Individuel        | 32e       | 14e                    |

### Championnats du monde
| Épreuve / Édition | Épreuve / Édition | Falun 1954 |
| Individuel        | Individuel        | Bronze     |